# アクアクララレモンガスホールディングス
アクアクララレモンガスホールディングス株式会社は、アクアクララ株式会社、レモンガス株式会社等の子会社を傘下に持つ事業持株会社。

## 沿革
- 1942年（昭和17年）10月 - 蒲田煉炭有限会社として設立。
- 1957年（昭和32年）7月 - 新神奈川石油瓦斯株式会社を設立。
- 1960年（昭和35年） - LPガス事業を開始。
- 1973年（昭和48年） - 株式会社に組織変更し、カマタ株式会社に商号変更。
- 1983年（昭和58年） - カマタ株式会社より情報関連部門を独立し、株式会社コムネットイレブンを設立。
- 1989年（平成元年） - 子会社の新神奈川石油瓦斯株式会社がシンカナ株式会社に商号変更。
- 1991年（平成3年） - 商標 ｢レモンガス｣の使用開始。
- 1997年（平成9年） - 京都のMKグループと提携して、株式会社東京エムケイを設立。
- 2003年（平成15年） - 飲料水「アクアクララ」の宅配事業を開始。アミューズメント施設「JJ CLUB100」相模原店を開業。
- 2005年（平成17年）2月1日 -　子会社のアクアクララ株式会社を設立し、民事再生手続中の株式会社アクアクララジャパンから事業譲受。
- 2006年（平成18年）10月1日 - カマタ株式会社が、レモンガスリビングサービス株式会社・株式会社コムネットイレブン・神奈川カマタ販売株式会社の3社を吸収合併。カマタ株式会社からACレモン株式会社に商号変更。カマタ株式会社のLPガス販売事業を子会社のシンカナ株式会社に移管し、シンカナ株式会社がレモンガス株式会社に商号変更。
- 2009年（平成21年）9月1日 -　子会社のレモンエコパワー株式会社を設立し、燃料電池と太陽光発電の販売を開始。
- 2010年（平成22年）3月1日 - ACレモン株式会社からアクアクララレモンガスホールディングス株式会社に商号変更。

## 子会社
- レモンガス株式会社（LPガス供給事業）
- アクアクララ株式会社（飲料水製造・宅配販売事業）
  - 株式会社アクアクララレモン（飲料水小売事業）
  - 株式会社アクアクララHOD（飲料水小売事業）
- レモンエコパワー株式会社（燃料電池・太陽光発電販売）